# Circuito de Asmara
O Circuito de Asmara é uma carreira ciclista profissional como clássica de um dia na Eritreia, a prova se criou em 2013 e recebeu a categoria 1.2 dentro dos Circuitos Continentais da UCI fazendo parte do UCI Africa Tour. 

## Palmarés
| Ano       | Ganhador            | Segundo           | Terceiro        |
| --------- | ------------------- | ----------------- | --------------- |
| 2013      | Abdellah Ben Youcef | Daniel Teklay     | Nahom Dessalgue |
| 2014-2015 | Não se disputou     |                   |                 |
| 2016      | Yonas Fissahaye     | Aklilu Gebrehiwet | Dawit Haile     |
| 2017      | Michael Habtom      | Yohan Tesfay      | Meron Musie     |

## Palmarés por países
| País     | Vitórias |
| -------- | -------- |
| Eritreia | 2        |
| Argélia  | 1        |